# Bernard Lemaire (préfet)
Pour les articles homonymes, voir Bernard Lemaire et Lemaire.
Bernard Lemaire, né le 4 novembre 1946 à Vittel et mort le 5 mars 2009 à Toulouse, est un haut fonctionnaire français. Comme préfet de l'Aude, il a eu à gérer plusieurs fermetures d'usines dans un contexte social sensible, et la Fusillade de Carcassonne en 2008, au sein du 3e RPIMa.
Il est décédé en activité.

## Biographie

### Formation initiale
Bernard Lemaire est né le 4 novembre 1946 à Vittel dans le département des Vosges, et mort le 6 mars 2009 à l'hôpital Rangueil de Toulouse à l'âge de 62 ans.
Après des études supérieures, dont une licence en droit, il commence par être admis au sein de l'administration en qualité d'inspecteur du Trésor, ce n'est que sur le tard (1976) qu'il décide d'intégrer l'ENA, il y côtoie des personnages qui font partie comme lui de la « promotion Mendès France », dont : Pierre-Étienne Bisch (ancien préfet, directeur de Météo-France), Jean-Marc Espalioux (homme d'affaires), José Frèches (patron de presse et écrivain), Gérard Mestrallet (PDG du groupe Suez), Philippe de Villiers (homme politique)…

### Parcours dans la préfectorale
Après plusieurs postes à responsabilité dans les administrations, il rejoint le corps préfectoral, devient secrétaire général de plusieurs préfectures, sous-préfet dans plusieurs régions. Il obtient sa nomination en 1997 comme préfet adjoint pour la sécurité auprès des préfets de la Corse-du-Sud et de la Haute-Corse, où il a été confronté dans ses responsabilités à l'assassinat du préfet Claude Érignac le 6 février 1998,.
En 2001, alors qu'il est préfet du département des Alpes-de-Haute-Provence, il a la tâche d'assurer la destruction de la statue géante du Mandarom édifiée à Castellane. Après plusieurs recours rejetés par le Tribunal de grande instance de Digne, la statue représentant le gourou Gilbert Bourdin est détruite le 5 septembre.
Bernard Lemaire s'est forgé une solide expérience par ses différents postes, que ce soit en Nouvelle-Calédonie, en Corse, au Pays basque, sur la côte atlantique (Charente-Maritime et Bayonne), ou encore dans les Ardennes.

### Préfet de l'Aude
Il est nommé en 2006 préfet de l'Aude, succédant à Jean-Claude Bastion ; son travail n'est pas facile, car beaucoup de problèmes existent dans ce département : la crise viticole en particulier, la reconversion de l'ancien complexe minier (or) de Salsigne fermé en 2005, le scandale sanitaire de l'usine Efisol d'Espéraza, les fermetures multiples d'usines dans la haute vallée de l'Aude, l'implantation massive d'éoliennes. L'un de ses premiers gestes avait d'ailleurs été d'aller à la rencontre du syndicat des Jeunes Agriculteurs de l'Aude, signe de l'importance qu'il accordait à garder le dialogue avec un monde viticole audois.
Il s'est aussi fortement impliqué dans le contentieux sur la nouvelle usine d'embouteillage des eaux minérales d'Alet-les-Bains, en faveur de laquelle il avait pesé de tout son poids, car cette nouvelle usine est indispensable pour le développement économique de la commune et du canton (qui n'est toujours pas résolu à ce jour) ,,.
Il a eu aussi à gérer la Fusillade de Carcassonne survenue le 29 juin 2008, faisant 17 blessés (dont plusieurs graves) . Le drame s'est déroulé au cours de Journées portes ouvertes du 3e RPIMa. Un Groupe de commandos parachutistes simulait une libération d'otages. La démonstration avait déjà eu lieu cinq fois au cours de la journée, quand des rafales du fusil d'assaut FAMAS d'un sergent ont atteint la foule. Des balles réelles ont été utilisées : « La question qui se pose, c'est: est-ce que le militaire a eu un geste criminel ou pas. Evidemment, pour l'instant, personne ne peut y répondre (...) mais la thèse qui prédomine, c'est qu'il y a eu une erreur », déclare Bernard Lemaire. Si un préfet est en première ligne, le jour même, face aux médias, la suite de l'enquête lui échappe, touchant le domaine militaire.  Le dernier dossier important qu'il a eu à traiter, a été celui de la Tempête Klaus qui s'est abattue sur tout le sud de la France, et qui a fait beaucoup de dégâts dans le département de l'Aude.
Le mardi 10 février 2009, il est victime d'une chute après avoir glissé sur une plaque de glace dans la station de ski de Megève, où il passait quelques jours de vacances en famille. Hospitalisé à l'hôpital d'Annecy, puis transféré le 16 février 2009 au CHU de Toulouse-Rangueil, où il est admis en urgence après un coma ; il souffre d'un grave œdème cérébral, opéré à deux reprises. Il meurt dans la nuit du 6 au 7 mars 2009 d'une hémorragie intra crânienne,.
Le 25 mars 2009, Anne-Marie Charvet est nommée préfet de l'Aude.
Il est le troisième préfet de l'Aude en exercice à décéder pendant ses fonctions, après Guillaume-Ferdinand Teissier en 1834 et Pierre Charles North en 1988.

### Obsèques
Les obsèques de Bernard Lemaire se sont déroulées le mardi 10 mars 2009 à partir de 10h en la cathédrale Saint-Michel de Carcassonne, office concélébré par Mgr Alain Planet, évêque de Carcassonne et Emmanuel Marie, père abbé des chanoines de l'abbaye de Lagrasse. Les hommages militaires lui ont été rendus sur le parvis par les soldats du 3e RPIMa, gendarmes et policiers.
L'État était représenté par Michel Cadot, directeur de cabinet de la ministre de l’Intérieur, Michèle Alliot-Marie, qui était retenue à Paris pour la présentation au Sénat de la loi sur l'Outre-Mer. De nombreuses personnalités politiques du département étaient présentes, notamment Marcel Rainaud (président du Conseil général), Gérard Larrat (maire de Carcassonne), et beaucoup d'élus de l'Aude, venus lui rendre un dernier hommage.
Bernard Lemaire a été inhumé en soirée, dans l'intimité, au cimetière de La Rochelle, ville où sa famille possède des attaches.

## Carrière et fonctions
- 1969-1975 : Inspecteur du trésor.
- 1976-1978 : Élève de l'ENA. (Promotion "Pierre Mendès-France").
- 1978-1978 : Administrateur civil de 2e classe, affecté au ministère de l'intérieur.
- 1978-1979 : Sous-préfet de 2e classe, directeur du cabinet du préfet de l'Aisne.
- 1979-1981 : Sous-préfet d'Ancenis (Loire-Atlantique).
- 1981-1984 : Secrétaire général de la Creuse.
- 1984-1985 : Secrétaire général adjoint de la préfecture des Bouches-du-Rhône.
- 1985-1987 : Secrétaire général de la Nouvelle-Calédonie et dépendances
- 1987-1990 : Sous-préfet de 1re classe, secrétaire général de la préfecture de la Charente-Maritime.
- 1990-1995 : Secrétaire général pour les affaires régionales des Pays de la Loire.
- 1995-1997 : Sous-préfet hors classe, sous-préfet de Bayonne (Pyrénées-Atlantiques).
- 1997-1998 : Préfet adjoint pour la sécurité auprès des préfets de la Corse-du-Sud et de la Haute-Corse.
- 1998-1999 : Préfet de la Haute-Corse.
- 1999-2002 : Préfet des Alpes-de-Haute-Provence.
- 2002-2004 : Préfet des Ardennes.
- 2004-2005 : Préfet hors cadre, chargé de l'évaluation des sous-préfets en poste territorial à la direction de la modernisation et de l'action territoriale.
- 2005-2006 : Conseiller auprès du directeur général de la gendarmerie nationale.
- 2006-2009 : Préfet de l'Aude [16]

## Décorations
- Chevalier de la Légion d'honneur Il est fait chevalier le 2 avril 1999[17].
- Chevalier de l'ordre national du Mérite

## Hommages
Un registre de condoléances avait été ouvert au public, dans son ancien bureau, à la préfecture de Carcassonne.
La ministre de l'Intérieur, Michèle Alliot-Marie a adressé un message à l'ensemble des personnels de la préfecture et des sous-préfectures de l'Aude. « J'ai personnellement connu Bernard Lemaire et pu apprécier ses qualités professionnelles son courage et ses fortes convictions de l'intérêt général », écrit-elle en substance.
Plusieurs personnalités politiques du département se sont exprimées sur cette disparition, comme Marcel Rainaud (président du Conseil général), Gérard Larrat (maire de Carcassonne), ainsi que de nombreux élus de l'Aude de tous bords politiques, dont on peut en retirer l'essentiel :

« Un homme de dossiers - Un grand serviteur de l'État - Un homme loyal au service des autres -  Un engagement sans faille - Un homme affable, courtois et très engagé au service de son département - Une personnalité exigeante envers lui-même et ses collaborateurs - etc. » .